# Alessandro Gandini
Alessandro Grandini (Mòdena, 1807 - 1871) fou un compositor i escriptor italià.
Fill d'Antonio Gandini, també compositor. En un principi es dedicà a la carrera militar, però aviat es dedicà completament a la música, i als vint anys estrenà la seva primera òpera, Demetrio, que assolí molt bona acollida que li valgué el càrrec d'adjunt del seu pare en la direcció de la capella de la cort de Mòdena, i en el que el succeí a la seva mort.

## Òperes

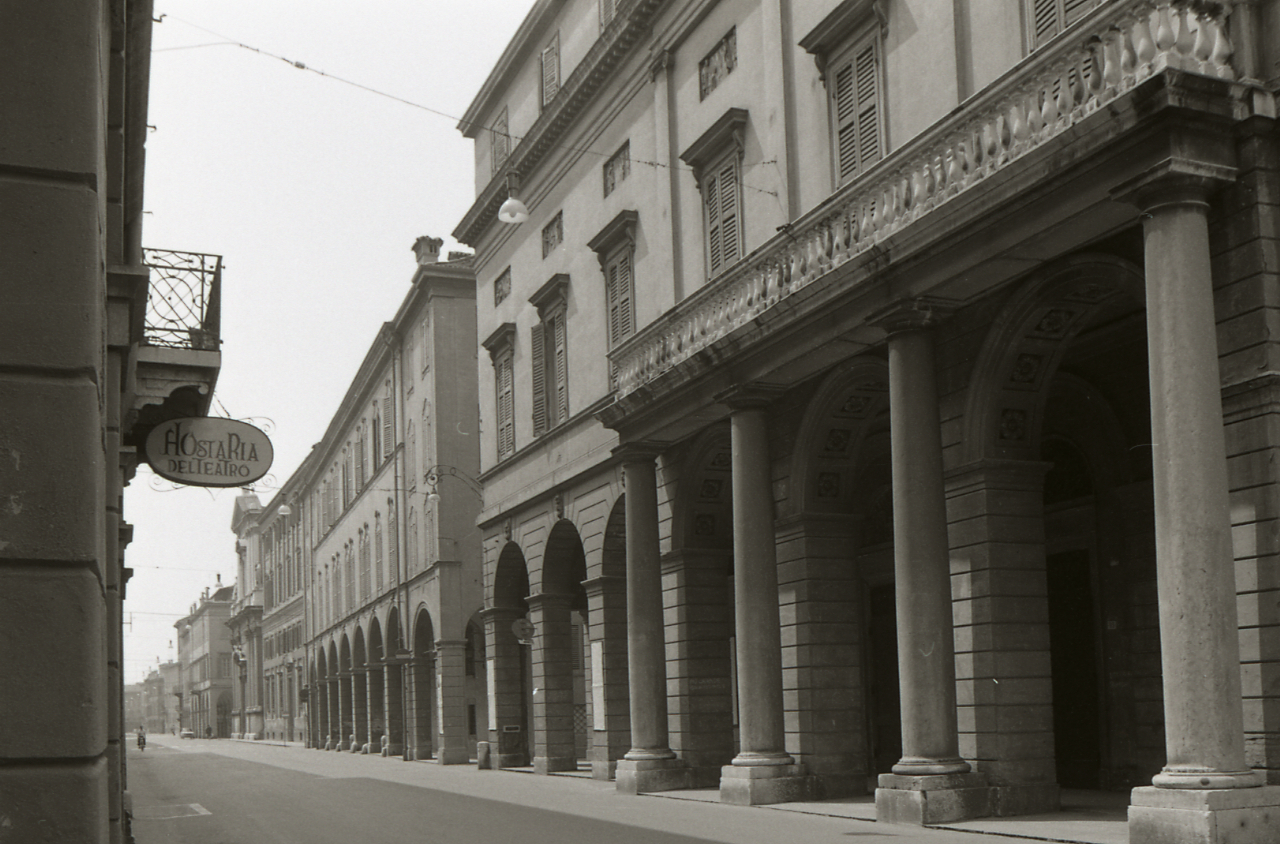
Exterior del Teatre Municipal de Pavarotti a Modena (1973). Un treball de Gandini va inaugurar el nou teatre el 1841. Foto de Paolo Monti, 1974.

A més de l'òpera ja citada, compongué les òperes següents,
- 1829 Zaira
- 1830 Isabella di Lara
- 1833 Maria di Brabante
- 1841 Adelaide di Borgorna

A més va escriure el llibre Cronistoria dai teatri di Modena da 1539 al 1871, publicada a Mòdena el 1873, després de la seva mort.